# Seznam Čechů s 1000 odehranými zápasy v NHL
Seznam Čechů s 1000 odehranými zápasy v NHL uvádí přehled hráčů narozených v České republice, kteří v severoamerické Národní hokejové lize (NHL) odehráli tisíc a více zápasů. Hráč, který tohoto milníku dosáhne, dostává na památku od vedení soutěže stříbrnou hokejku.
| Jméno          | Fotografie | Jubilejní 1000. zápas | Jubilejní 1000. zápas | Jubilejní 1000. zápas | Jubilejní 1000. zápas | Celkový počet utkání |
| Jméno          | Fotografie | Datum                 | Klub                  | Soupeř                | Výsledek              | Celkový počet utkání |
| -------------- | ---------- | --------------------- | --------------------- | --------------------- | --------------------- | -------------------- |
| Jaromír Jágr   |            | 30. ledna 2004        | New York Rangers      | Buffalo Sabres        | 1 : 3                 | 1733                 |
| Roman Hamrlík  |            |                       |                       |                       |                       | 1395                 |
| Robert Holík   |            |                       |                       |                       |                       | 1314                 |
| Radek Dvořák   |            | 7. prosince 2009      | Florida Panthers      | Edmonton Oilers       | 2 : 3 SN              | 1260                 |
| Patrik Eliáš   |            | 6. ledna 2012         | New Jersey Devils     | Florida Panthers      | 5 : 2                 | 1240                 |
| Václav Prospal |            | 25. listopadu 2011    | Columbus Blue Jackets | Buffalo Sabres        | 5 : 1                 | 1108                 |
| Radim Vrbata   |            | 9. března 2017        | Arizona Coyotes       | Ottawa Senators       | 2 : 3 PP              | 1057                 |
| Petr Svoboda   |            |                       |                       |                       |                       | 1028                 |
| Milan Hejduk   |            | 4. února 2013         | Colorado Avalanche    | Dallas Stars          | 2 : 3                 | 1020                 |
| Petr Sýkora    |            | 4. března 2012        | New Jersey Devils     | New York Islanders    | 0 : 1                 | 1017                 |
| Tomáš Plekanec |            | 15. října 2018        | Montreal Canadiens    | Detroit Red Wings     | 7 : 3                 | 1001                 |
| Jakub Voráček  |            | 7. ledna 2022         | Columbus Blue Jackets | New Jersey Devils     | 1 : 3                 | 1058                 |
| David Krejčí   |            | 16. ledna 2023        | Boston Bruins         | Philadelphia Flyers   | 6 : 0                 | 1000                 |